# Malaxis crispata
Malaxis crispata är en orkidéart som först beskrevs av John Lindley, och fick sitt nu gällande namn av Oakes Ames. Malaxis crispata ingår i släktet knottblomstersläktet, och familjen orkidéer. Inga underarter finns listade i Catalogue of Life.